# Avezan
Avezan è un comune francese di 80 abitanti situato nel dipartimento del Gers, nella regione dell'Occitania.

## Società

### Evoluzione demografica
Abitanti censiti